# Flora Vitiensis
Flora Vitiensis (abreviado Fl. Vit.) es un libro con ilustraciones y descripciones botánicas que fue escrito por el botánico y briólogo alemán Berthold Carl Seemann y publicado en Londres en 10 partes en los años 1865-1873.

## Publicación
- Parte nº 1 (pages 1-40) Mar 1865
- Parte nº 2 (pages 41-80) 11-20 Jun 1865
- Parte nº 3 (pages 81-120) Jan 1866
- Parte nº 4 (pages 121-144) 2 Apr 1866
- Parte nº 5 (pages 145-196) 1 Oct 1866
- Parte nº 6 (pages 197-236) 1 Oct 1867
- Parte nº 7 (pages 237-268) 28 Feb 1868
- Parte nº 8 (pages 269-292) 31 Jul 1868
- Parte nº  9 (pages 293-324) 1 Oct 1868
- Parte nº 10 (pages 325-453) Feb 1873